# Diradops maculata
Diradops maculata là một loài tò vò trong họ Ichneumonidae.